# Нова Каликратија
Нова Каликратија (грч. Νέα Καλλικράτεια, Неа Каликратија) је градско насеље у Грчкој, на полуострву Халкидики. Нова Каликратија припада округу Халкидики у оквиру периферије Средишња Македонија, где улази у састав општине Нова Пропонтида. 
Данас је Нова Каликратија познато летовалиште на Халкидикију. Овде летује сваке године и много туриста из Србије.

## Положај
Нова Каликратија се налази на западној обали Халкидикија, у Солунском заливу, делу Егејског мора. Окружење града је равничарско и плодно.

## Становништво
Насеље је некада било манастирски метох. Године 1924. насељене су 282 грчке избегличке породице, којих је на попису из 1928. године било 1.270.
| 2001. | 2021. |
| ----- | ----- |
| 6,204 | 6.128 |